# Goosetalks
Goosetalks (deutsch „Gänsegeschnatter“) ist ein Album von Johannes Bauer, Peter Brötzmann und Mikołaj Trzaska. Die am 20. Februar 2008 im Dragon Club in Posen entstandenen Aufnahmen erschienen am 10. Februar 2010 auf dem polnischen Label Kilogram Records.

## Hintergrund
Zwei der Musiker, der Wuppertaler Saxophonist Peter Brötzmann und der Berliner Posaunist Johannes Bauer – standen zum Zeitpunkt der Aufnahmen seit Jahren an der Spitze der freien Musik und hatten mit vielen anderen Musikern der Improvisationsszene, wie mit dem Pianisten Alexander von Schlippenbach, dem Geiger Jon Rose und dem Bassisten Barry Guy zusammengearbeitet, notierte Ken Waxman. Der Danziger Mikołaj Trzaska war zu dieser Zeit nicht so bekannt, hatte aber in den 15 Jahren zuvor seinen Kreis an Spielpartnern erweitert, von polnischen Landsleuten wie dem Bassisten Marcin Oleś und dem Schlagzeuger Bartłomiej Oleś bis hin zum dänischen Schlagzeuger Peter Øle Jorgensen, dem belgischen Bassisten Peter Jacquemyn und dem amerikanischen Multiinstrumentalisten Joe McPhee.
In den sechs Titeln dieses Albums spielte Trzaska auf der Bassklarinette, dem Alt- und dem C-Melody-Saxophon mit Brötzmann auf Tenor- und Altsaxophonen, Klarinette und Tarogato sowie Bauer auf der Posaune. „The ‚Albert is Missing‘-Signal“, das diese Live-Session abschließt, ist eine Hommage an Albert Ayler.

## Titelliste
- Peter Brötzmann / Johannes Bauer / Mikołaj Trzaska: Goosetalks (Kilogram Records 1kg 017)[2]

1. Goosetalks 2:37
2. Ducks Call 19:40
3. Two Birds in a Feather (Peter Brötzmann) 11:38
4. Storm in the Wasserglas 7:49
5. Peacocks Nightmare 5:01
6. The „Albert is Missing“ Signal (Peter Brötzmann) 6:01

Wenn nicht anders vermerkt, stammen die Kompositionen von Peter Brötzmann, Johannes Bauer und Mikołaj Trzaska.

## Rezeption

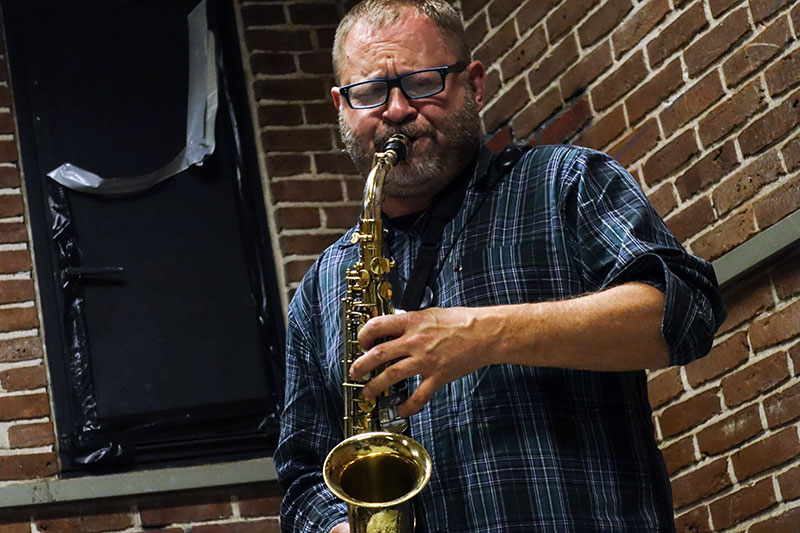
Mikołaj Trzaska auf dem Aarhus Jazz Festival 2016

Die drei würden zeitweise wie eine außer Kontrolle geratene Blaskapelle klingen und mit dem mehr als 19½-minütigen „Ducks Call“ den Höhepunkt ihrer Kreativität erreichen, schrieb Ken Waxman in JazzWord. Hier würde das vielschichtige und ineinander verschlungene Kreischen, das Wiehern und der Rohrdruck beider Saxophonisten die polyphonen Vorschläge über die erwarteten Wasservogel-artigen Zungenschläge hinaus ausweiten. Andere Improvisationen reichten von Belcanto-nahen Erkundungen bis hin zu zerlumpten Dekonstruktionen, mit körnigen Schreien, die von allen Seiten des Bläserdreiecks ausbrechen. Wenn Brötzmann Klangfarben mit falschen Registern verwende, um eine schrille Botschaft zu formulieren, antworte Traska ebenfalls mit Klangfarben mit falschen Registern und einem Obligato mit geringer Intensität. Oder wenn Bauer in einen Anfall von Tonspucken und Ventil-Scat-Gesang ausbricht, dann werde seine unregelmäßige Phrasierung durch akzentlose lyrische Linien aus Brötzmanns Altsaxophon oder Altissimo-Quietschen aus Trzaskas Klarinette ergänzt. Dieses Beispiel einer Bläser-Improvisation fange drei intelligente Klangkünstler auf dem Höhepunkt ihrer Stärke(n) ein.